# Крутоярка (Синельниківський район)
Крутоя́рка — село в Україні, у Васильківській селищній громаді Синельниківського району Дніпропетровської області. Населення — 23 особи.

## Географічне розташування
Село Крутоярка розташоване за 93 км від обласного центру та 46 км від районного центру, на березі річки Соломчина. Річка в цьому місці пересихає, на ній зроблена велика загата. 
На сході межує з селом Червона Долина, на півночі з селом Зоря та на заході з селом Аврамівка. Через селище пролягає  залізниця Синельникове II — Чаплине, на якій розташований однойменний зупинний пункт.

## Історія
До 2020 року село було адміністративним центром Павлівської сільської ради Васильківського району.
12 червня 2020 року, відповідно до розпорядження Кабінету Міністрів України № 709-р від «Про визначення адміністративних центрів та затвердження територій територіальних громад Дніпропетровської області», увійшло до складу Васильківської селищної громади.
19 липня 2020 року, в результаті адміністративно-територіальної реформи та ліквідації Васильківського району, село увійшло до складу новоутвореного Синельниківського району.
До 2024 року мало статус селища. Крутоярка разом із Правдою того ж району стали першими селищами, які були віднесені до категорії сіл Кабінетом Міністрів України, відповідно до нового закону про вирішення окремих питань адміністративно-територіального устрою.